# Rue de Lanneau
Pour les articles homonymes, voir Lanneau.
La rue de Lanneau est une voie située dans le quartier de la Sorbonne du 5e arrondissement de Paris.

## Situation et accès
La rue de Lanneau est desservie à proximité par la station de métro de la ligne 10 Maubert-Mutualité.

## Origine du nom
Cette rue rend hommage à Pierre Antoine Victor de Lanneau (1758-1830), qui fut le refondateur du collège Sainte-Barbe voisin.

## Historique
Percée vers 1185 dans le clos Bruneau, elle est dénommée « rue Saint-Hilaire » en référence à l'église Saint-Hilaire-du-Mont. Elle est citée dans Le Dit des rues de Paris, de Guillot de Paris, sous la forme « rue Saint-Ylaire ».
Sur les plans de Gomboust et de Pierre Bullet, elle est confondue dans la rue Fromentel située dans son prolongement et supprimée en 1855.
Au XVIe siècle, elle apparait sous le nom de « rue du Puits-Certain, », du nom du puits percé en 1572 par un dénommé Robert Certain (abbé de la paroisse Saint-Hilaire-du-Mont), visible sur les plans anciens et redécouvert à la suite de travaux d'égouts en 1894. Elle reprend ensuite le nom de « rue Saint-Hilaire ».
En 1855, un décret prévoit la suppression de la rue Saint-Hilaire afin de prolonger la rue du Cimetière-Saint-Benoist jusqu'à la rue des Carmes. Le projet n'est pas réalisé et ces dispositions sont annulées par un second décret de 1880. La voie prend son nom actuel le 25 octobre 1880.
Cette rue a longtemps été célèbre, dès le XVIe siècle, pour ses libraires qui y furent jusqu'à 14, en raison de la proximité des différents collèges de Paris, dont le collège de Coqueret dans l'impasse Chartière voisine, qui accueillit les membres du groupe de la Pléiade.

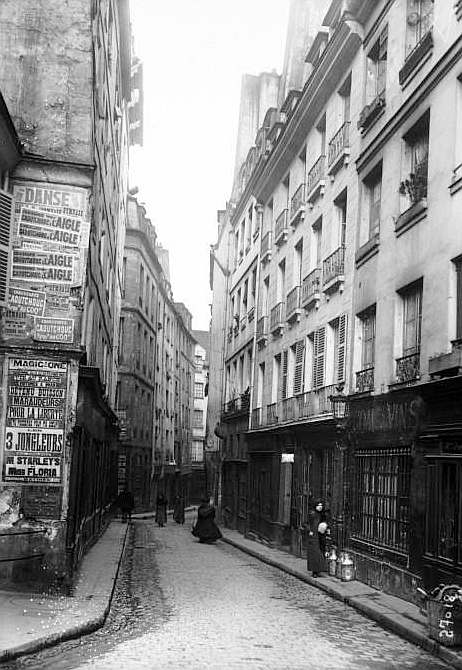
La rue en 1913.

## Bâtiments remarquables et lieux de mémoire
- Au no 1 bis de la rue subsistent des vestiges[10] de l'ancienne chapelle Saint-Hilaire-du-Mont, attestée en 1158[11], puis rebâtie en 1300 et 1470[12], et finalement détruite en 1795[12] ou 1807[13]. Cet immeuble fut également une cache d'explosifs des FTP-MOI de Joseph Boczov durant la Seconde Guerre mondiale[14].
- Au no 5, maison de l'abbé Jean Brunet, construite en 1766-1767 par l'architecte Jean-Charles Caron. Les appuis de fenêtre en fer forgé dessinent un « B » qui rappelle le nom du propriétaire[15].
- Au no 7, maison probablement construite au XVIe siècle et dont la façade présente une inclinaison importante. Tour carrée remarquable dans la cour[15].
- Entre le no 8 et le no 10, venelle d’origine médiévale dit « cul-de-sac Bouvard »[16].
- Aux no 9 et no 11, la cave circulaire sous le restaurant serait un vestige des thermes romains dits thermes de l'Est ou « thermes du Collège de France »[17].
- Au no 11, maison dite « de la Tournelle[18] » qui deviendra la maison à l'enseigne du Puits-Certain[15]. Cette maison, dont la façade est faite de pans de bois, repose sur des caves très anciennes.
- Au no 14, maison à l'enseigne de la Corne-de-Cerf au XVIIIe siècle, appartenant à la fabrique Saint-Hilaire. Une tour d'escalier en bois et brique, unique à Paris, subsiste dans la cour[15].
- Au no 16, maison à l'enseigne de l'image Saint-Claude[15].
- De nombreuses maisons de la rue datent du XVIe siècle.
- La proximité du Collège de France.